# Surfin' USA
| Recensione                    | Giudizio |
| ----------------------------- | -------- |
| AllMusic                      | [ 1 ]    |
| Blender                       | [ 2 ]    |
| Encyclopedia of Popular Music | [ 3 ]    |
| The Rolling Stone Album Guide | [ 4 ]    |
| Piero Scaruffi                | 3/10     |

Surfin' USA è il secondo album in studio del gruppo musicale statunitense The Beach Boys, pubblicato nel 1963.

## Descrizione
Surfin' USA fu il primo grande successo dei Beach Boys a livello mondiale grazie all'impatto clamoroso che ebbe la title track dell'album, e costituisce un progresso notevole delle capacità compositive e produttive di Brian Wilson, come anche negli arrangiamenti vocali. Le varie tracce vocali furono trattate con la tecnica del "double tracking", creando così il caratteristico "sound" dei Beach Boys. Come già accaduto per Surfin' Safari, qualcuno speculò sul fatto che non fosse stato Nick Venet, il produttore ufficialmente accreditato sull'album, ma invece lo stesso Brian, a produrre Surfin' USA. Altra particolarità sull'album, è la presenza di ben cinque tracce strumentali "surfistiche", tra le quali anche la celeberrima Misirlou. Infine, Surf Jam segna il debutto di Carl Wilson, all'epoca sedicenne, come compositore.
La canzone di apertura Surfin' USA, che dà anche il titolo all'album, è una versione, con testo adattato da Brian Wilson, della canzone Sweet Little Sixteen, grande successo di Chuck Berry.
In questo album, David Marks sostituisce Al Jardine alla chitarra.

### Copertina
La fotografia che compare sulla copertina dell'album, venne scattata dall'artista/fotografo/surfista John Severson durante il gennaio 1960, e mostra il surfista californiano Leslie Williams mentre cavalca un'onda sulla spiaggia di Oahu alle Hawaii. Originariamente la foto avrebbe dovuto essere la copertina della rivista Surfer di Severson, ma il negativo originale si danneggiò durante il processo della separazione del colore e non poté essere stampata. Quando la Capitol Records gli chiese una fotografia per la copertina del nuovo album dei Beach Boys, Severson riparò l'immagine danneggiata e la rivendette alla casa discografica.

### Pubblicazione
Il disco è stato pubblicato dalla Capitol Records in formato LP con numero di catalogo ST-L890.
Nel luglio del 1963 il disco raggiunse il secondo posto nella classifica americana. Alla fine del 1965, l'album raggiunse anche la posizione numero 17 in Gran Bretagna.
Surfin' USA è stato ristampato in CD in abbinamento con Surfin' Safari, con l'aggiunta di bonus tracks del periodo.

### Singoli
Dall'album è stato estratto il singolo Surfin' USA/Shut Down, pubblicato il 4 marzo 1963, che ha raggiunto la posizione numero 3 della classifica USA e la numero 34 della classifica britannica.
Surfin' USA, anche se venne accreditata come opera originale di Brian Wilson, non è altro che una riscrittura (con testo diverso e lievi differenze musicali) del brano di Chuck Berry Sweet Little Sixteen. Berry fece causa ai Beach Boys per plagio, ottenendo di vedere inserito il proprio nome nei crediti compositivi della canzone e di percepire una percentuale sulle royalties provenienti dal brano.
In aggiunta, il testo di Surfin' USA sembra essere ispirato a un brano del 1959 di Bobby Rydell intitolato Kissin' Time (che menziona varie città degli Stati Uniti), che a sua volta melodicamente prendeva anch'esso a modello Sweet Little Sixteen di Berry.

## Tracce
Lato 1
1. Surfin' USA (Chuck Berry/Brian Wilson) 1
2. Farmer's Daughter (Brian Wilson/Mike Love) 2
3. Misirlou (Roubanis/Wise/Leeds/Russell) 3
4. Stoked (Brian Wilson) 3
5. Lonely Sea (Brian Wilson/Gary Usher) 2
6. Shut Down (Brian Wilson/R.Christian) 1

Lato 2
1. Noble Surfer (Brian Wilson/Mike Love) 1
2. Honky Tonk (Doggett/Scott/Butler/Sheper/Glover) 3
3. Lana (Brian Wilson) 2
4. Surf Jam (Carl Wilson) 3
5. Let's Go Trippin' (Dick Dale) 3
6. Finders Keepers (Brian Wilson/Mike Love) 1

### Specifiche esecutori
- 1 con Mike Love come voce solista
- 2 con Brian Wilson come voce solista
- 3 Strumentale

## Formazione
- Brian Wilson - voce, cori, basso, tastiere, glockenspiel, celeste
- Mike Love - voce, cori, sax
- Dennis Wilson - voce, cori, batteria
- Carl Wilson - voce, cori, chitarra
- David Marks - chitarra ritmica